# Arcellinida
Arcellinida o amebas lobosas con testa es un grupo de protistas comunes en todos los hábitats terrestres (suelo, hojarasca, turberas, etc) y acuáticos. Se mueven y alimentan mediante seudópodos romos (lobopodios). Se reproducen asexualmente por fisión binaria, pues la reproducción sexual todavía no ha sido observada.
La testa o concha puede formarse por secreción (testa autógena) o por aglutinación de material extraño (testa exógena), y otras veces por combinación de ambos. Mediante el estudio de la composición de las conchas fósiles pueden determinarse los cambios en el medio ambiente y en el clima.

## Clasificación
Los arcelínidos se clasifican en tres subórdenes.
- Arcellina. Presentan una testa rígida o flexible en mayor o menor medida, quitinosa o membranosa, a veces con partículas cementadas, pero sin escamas ni placas. Los seudópodos son digitados y finamente granulados.
- Difflugiina. La testa puede ser totalmente quitinosa o bien formada por partículas minerales, frústulas de diatomeas, escamas o placas (a menudo de Euglyphida) recicladas, o bien compuesta por placas de sílice o calcita secretadas y unidas por cemento orgánico. Los seudópodos son digitados y finamente granulados.
- Phryganellina. La testa está constituida por proteínas con capa interior calcificada, o bien completamente quitinosa con partículas minerales recogidas del exterior. Los seudópodos son cónicos, claramente ectoplasmáticos, a veces ramificados y pueden presentar anastomosis.

Los estudios moleculares de ARN ribosomial apoyan la monofilia de Arcellinida y establecen claramente su posición entre los amoebozoos, como hermano del grupo que comprende las familias Amoebidae y Hartmannellidae. Los análisis filogenéticos entre los representantes de los distintos linajes de amebas lobosas sugieren que la testa apareció solo una vez en la evolución de Amoebozoa y permiten la reinterpretación de algunos caracteres morfológicos utilizados en la sistemática de Arcellinida. Sin embargo, los arcelínidos no están relacionados con un grupo de protistas aparentemente similares, Tectofilosida, amebas filosas con testa que pertenecen al filo Cercozoa.

## Fósiles
Los primeros fósiles de amebas testadas datan del período Criogénico. Los fósiles de Melanocyrillium hexodiadema, Palaeoarcella athanata y Hemisphaeriella ornata tienen 750 millones de años de antigüedad. Estas tres especies comparten una forma semiesférica, apertura invaginada y hendiduras regulares, lo que hace que se parezan mucho a los arcelínidos modernos. En particular, P. athanata se parece mucho al género existente Arcella Las testas de especies terrestres se encuentran comúnmente en el ámbar fosilizado, aunque un nuevo estudio ha encontrado amebas testadas del Cretácico medio (por ejemplo, Difflugia, Cucurbitella) en sedimentos de antiguos lagos. Es probable que el grupo haya evolucionado mínimamente durante el Fanerozoico.